# Lukáš Kladívko
Lukáš Kladívko je český výtvarník věnující se umění ve veřejném prostoru, graffiti, street artu, instalacím a mural artu.

## Život

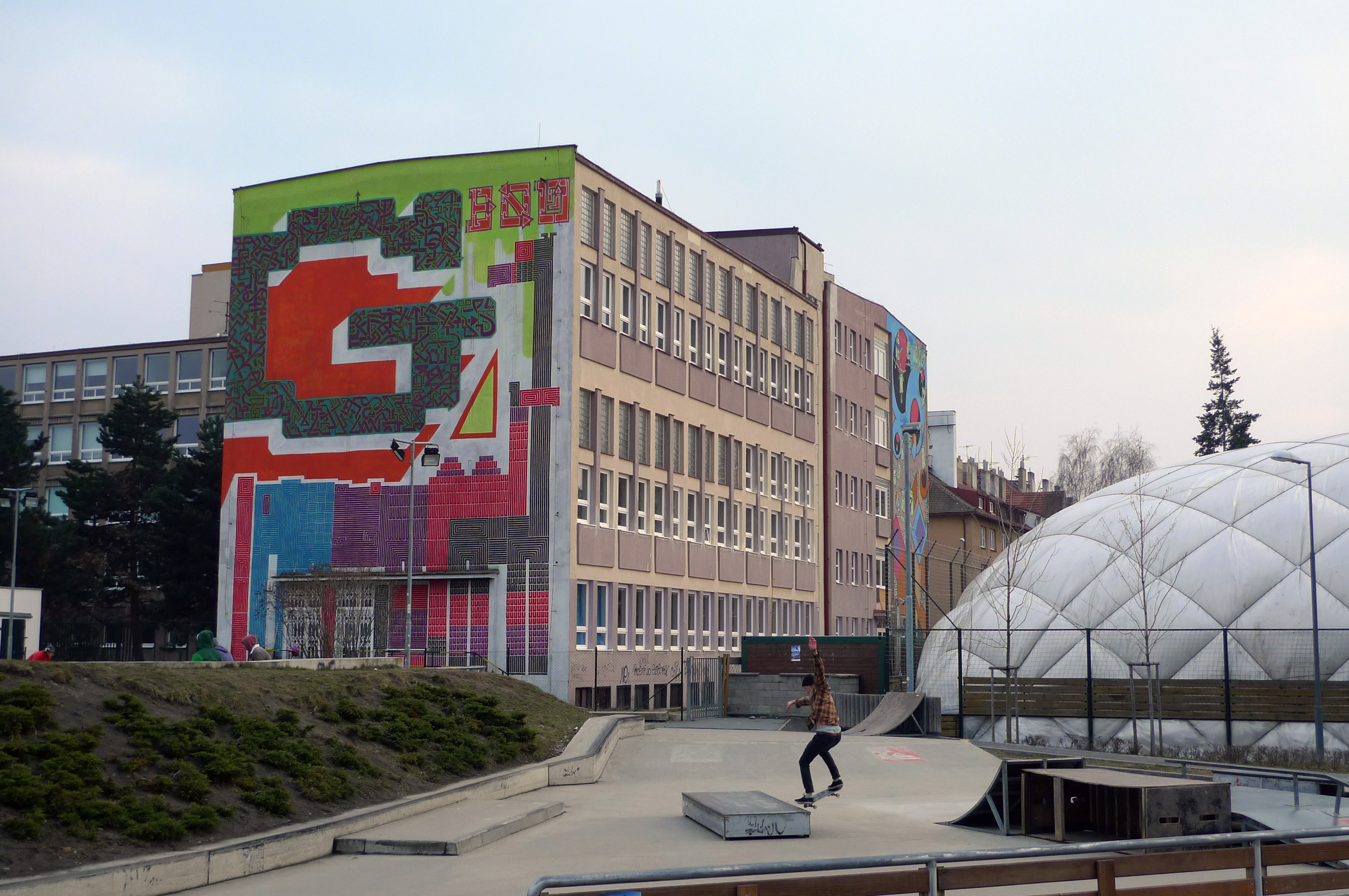
Mural art na stěně školní budovy Gutova v Praze-Strašnicích vytvořili Michal Škapa, Jakub Uksa, Jan Kaláb a Lukáš Kladívko

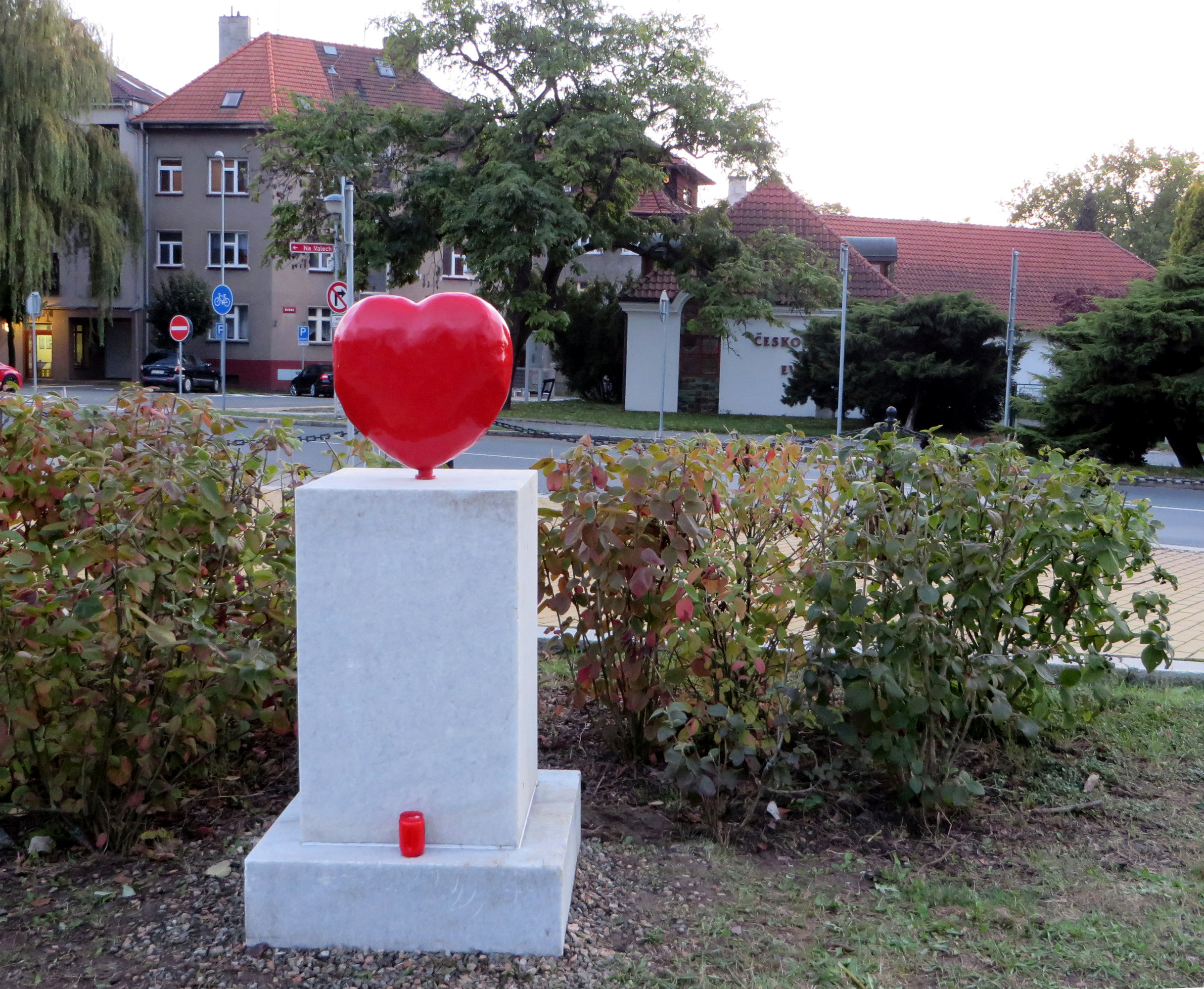
V den 80. narozenin Václava Havla umístil Lukáš Kladívko před ZŠ Václava Havla opravené laminátové srdce, které v minulosti stávalo v parku vedle květinových hodin

Lukáš Kladívko je synem Vojtěcha Kladívka, rockera a prvního DJe na Nymbursku. Výtvarné činnosti se aktivně věnuje od roku 1992. Zprvu se věnoval graffiti, postupně začal používat i další výtvarné techniky (velkoformátová malba, sochy, grafika aj.) Několik let jako scénograf spolupracoval s pražskými kluby Roxy, Radost FX a Duplex. Je autor mnoha projektů na podporu umění ve veřejném prostoru. Spoluvytvořil i projekt otevřených ateliérů ve starém opuštěném hotelu Paříž v Poděbradech. V současnosti stojí za vznikem Pop-Up Galerií G18 v Poděbradech.Jeho realizace lze najít v řadě českých měst i v zahraničí (např. Německo – Berlín, Izrael, USA – New York, Vietnam). Žije v Poděbradech, kde má též svůj ateliér.
Roku 2010 vytvořil projekt a street art výstavu Berlin Meeting na české ambasádě v Berlíně. Do Německa přijelo pět mladých umělců z Prahy, Českých Budějovic a Poděbrad, kteří společně vystavovali se třemi berlínskými umělci.
Roku 2011 se podílel na prvním větším českém muralartovém projektu. Umělci Michal Škapa, Jakub Uksa, Jan Kaláb a Lukáš Kladívko díky podpoře radnice Prahy 10 vytvořili dva rozměrné muraly na stěně školní budovy Gutova ve Strašnicích.
Lukáš Kladívko byl rovněž autorem projektu, koncepce a garantem výtvarného projektu TPCArt, v rámci kterého umělci z Japonska, Francie a Česka vytvářeli sochy s využitím automobilových součástek.
V roce 2006 začal v Poděbradech pořádat mezinárodní výtvarná sympozia Woodoo Session, zabývající se veřejným prostorem, velkoplošnými malbami a pouličními instalacemi. Desátého ročníku se kromě umělců z Itálie, Ruska a Chorvatska roku 2016 účastnil i sochař Kurt Gebauer. V tomto roce vzniklo celkem 20 soch a 10 velkoformátových obrazů. Část děl byla umístěna na labském nábřeží pod poděbradským zámkem. Vystavené plastiky ale 15. srpna 2016 zničili a odvezli pracovníci Technických služeb města Poděbrad.
V roce 2017 a 2018 vytvořil Lukáš Kladívko koncepci kutnohorského festivalu street artu MĚSTO = GALERIE, který na Woodoo Session nepřímo navázal. První ročník navštívil například Bond TruLuv, Pauser, Tron či HRVB the Weird.
V roce 2023 se Lukáš Kladívko zúčastnil festivalu Wallz v Plzni  a vymaloval fasádu domu, který stojí v bezprostřední blízkosti Borské věznice.

## Projekty
- TPCArt (Kolín, Kutná Hora)[6]
- Woodoo Session (Poděbrady, 2006–2016)
- MĚSTO = GALERIE (Kutná Hora, 2017,2018)[12]
- Berlin meeting - Cz ambasáda (Berlin 2010)

## Výstavy
výběr
2006 - 2018
- Woodoo session- Poděbrady, Kutná Hora

2007
- Kick ass session - Několikatýdenní workshop a objekty umístěny v ulicích Prahy.

2008
- Names Festival Praha - mezinárodní festival street artu  Archivováno 24. 1. 2018 na Wayback Machine.

2010
- Berlin Meeting – Galerie Velvyslanectví České republiky v Berlíně.[8]
- Hlasy v tichu – Putovní výstava vzniklá v rámci projektu „Pryč s domácím násilím“.[14]
- Street art - společná výstava Visio-art gallery Plzeň

2013
- TPCArt- street art festival-velkoformátová malba,instalace (Kolín, Kutná Hora).

2017
- Vnitroblok Praha - výstava obrazů.  Archivováno 23. 1. 2018 na Wayback Machine.

2018
- Netanya /Israel/ - "fragments"- white night exhibition, city galerry .  Archivováno 16. 1. 2019 na Wayback Machine.
- Hertzliya /Israel/ - výstava 1'm , Inga galerry

## Realizace ve veřejném prostoru
výběr

2011
- Školní budova Gutova v Praze-Strašnicích – mural art. Spolupráce Michal Škapa, Jakub Uksa a Jan Kaláb.[15]

2013
- Zeď o.s. Prostor v Kolíně-Ovčárech – mural na téma recyklace. Spolupráce Jakub Štark.[16]

2016
- Podchod poděbradského nádraží – velkoformátová malba sprejem na téma historie a pamětihodností města.[6]
- Tel Aviv /Israel/ - velkoformátová malba na celou budovu new art centra moderních forem perfomance Bascula

2017

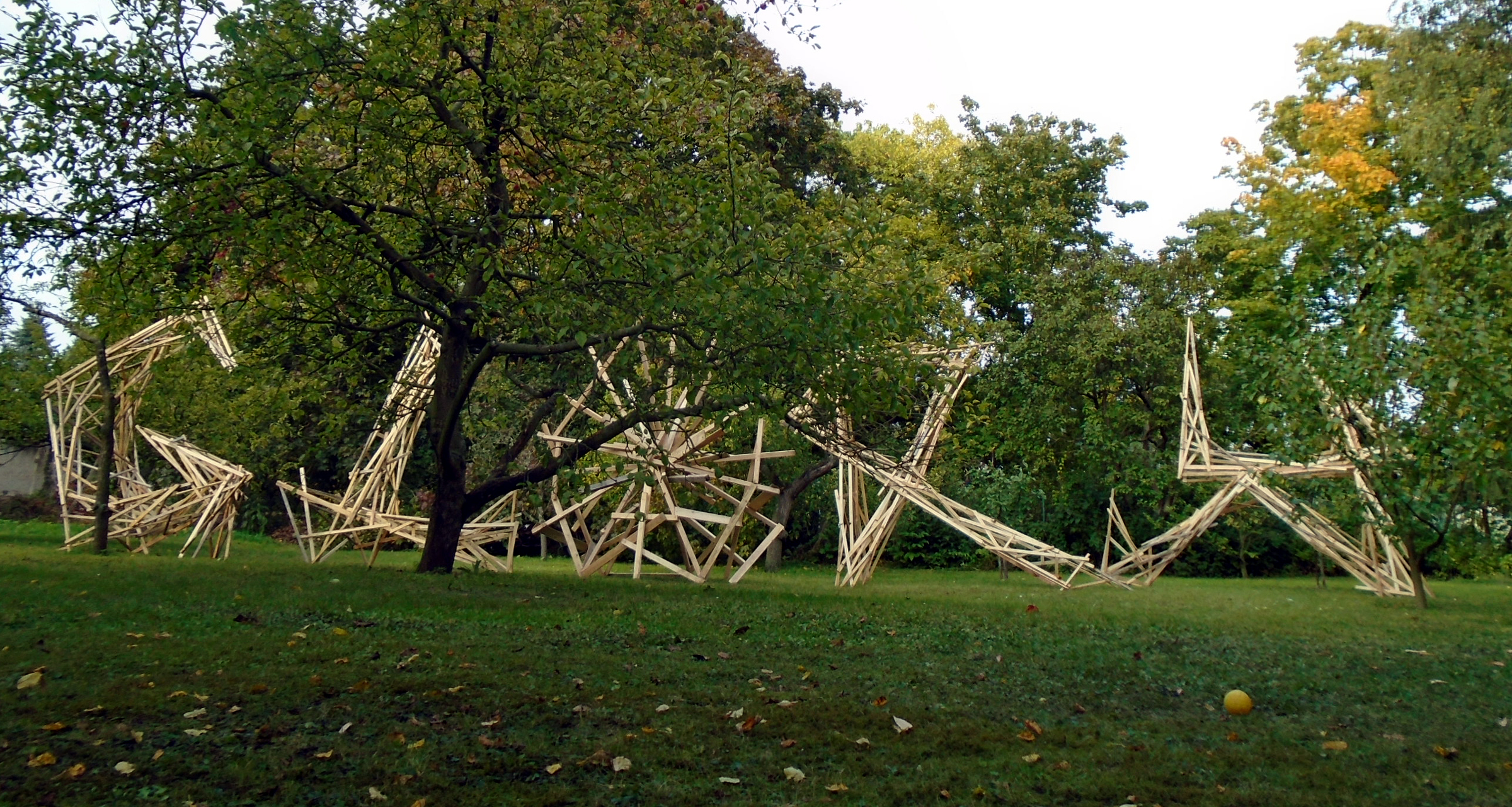
Glory (2017)

- Podchod kutnohorského nádraží – velkoformátová malba sprejem na téma historie a pamětihodností města. Spolupráce Jakub Štark.[15]
- Glory – Prostorová instalace v zahradě naproti poděbradskému altánu Gloriet. Vznikla v průběhu benefičního festivalu GlorietFest.
- Tel Aviv /Israel/ - realizace a koncept visuálu a interieru start up projektu, fusion restaurant Urban Space TLV